# Radiometrische datering

Het principe van radiometrische datering: een kristal bevat oorspronkelijk alleen het moederelement (rood). De helft van de atomen van het moederelement vervalt met elke halfwaardetijd in atomen van het dochterelement. De halfwaardetijd is onveranderlijk en verschilt per radioactief element. Met het verstrijken van de tijd gaat het kristal steeds meer van het dochterelement bevatten. Door nauwkeurige meting van moeder en dochter kan de ouderdom van het kristal bepaald worden.

Radiometrische datering is een techniek om de ouderdom van materialen te bepalen. Deze techniek van datering is gebaseerd op radioactief verval van natuurlijke isotopen. Het is in de geologie de meest gebruikte methode om een absolute ouderdom van materialen te bepalen. Radiometrische datering wordt daarnaast ook in de archeologie gebruikt. Er bestaat een groot aantal verschillende methoden, elk gebruikmakend van een ander isotopensysteem, en elk verschillend in onzekerheidsmarges, kosten en de tijdschaal waarop ze toepasbaar zijn.

## Achterliggende theorie

### Isotopen
Alle materiaal op Aarde bestaat uit verbindingen van chemische elementen. Al deze elementen hebben een eigen atoomnummer, dat het aantal protonen in de atoomkern weergeeft. Een atoomkern bevat ook neutronen, en atomen van hetzelfde element kunnen met verschillende aantallen neutronen in de natuur voorkomen. Twee atomen van hetzelfde element met verschillende aantallen neutronen worden verschillende isotopen van dat element genoemd.

### Radioactief verval
Verschillende isotopen van een element hebben een verschillende massa en stabiliteit. Sommige isotopen zijn instabiel en lopen de kans op een willekeurig moment uit elkaar te vallen door radioactief verval. Radioactief verval betekent meestal het afstoten van alfadeeltjes (twee protonen en twee neutronen samen) en bètadeeltjes.
Het moment waarop een bepaalde atoomkern uiteenvalt, is volkomen willekeurig. Echter, materialen bestaan uit enorme aantallen atomen, en van de radioactieve atomen in het materiaal zal altijd een bepaald percentage over een bepaalde hoeveelheid tijd vervallen, Dat percentage is afhankelijk van hoe stabiel de atomen zijn. Deze mate van stabiliteit wordt beschreven door de halveringstijd: de tijd die verloopt tot de helft van alle instabiele atomen is vervallen. Voor iedere isotoop is deze waarde een natuurkundige constante.
De meeste radioactieve isotopen vervallen in een aantal stappen (een vervalreeks) naar een stabiel element, dat de dochter of het dochterelement wordt genoemd. De isotoop zelf wordt de moeder genoemd. De halveringstijd die wordt opgegeven, is meestal de halveringstijd van alle stappen samen die nodig zijn om van moeder naar dochter te komen. Om geschikt te zijn voor ouderdomsbepalingen, moet een isotoop een halveringstijd van duizenden tot miljarden jaren hebben.

### Isotopen zijn een nauwkeurige klok
In de meeste gevallen is de halveringstijd alleen afhankelijk van de eigenschappen van de desbetreffende atomen; hij wordt niet beïnvloed door temperatuur, druk, chemische omgeving, magnetische of elektrische velden, of andere externe factoren. Bovendien wordt aangenomen dat de halveringstijd door de tijd heen gelijk blijft. Daarom is de kwantitatieve verhouding tussen moeder- en dochterelement te zien als een nauwkeurige klok, die de tijd aangeeft die is verlopen vanaf het moment dat het moederelement in het materiaal werd aangebracht tot heden.

### Aanwezigheid van isotopen in materialen
De processen die materialen vormen, zijn vaak selectief voor welke elementen/isotopen er in het materiaal terechtkomen. In het ideale geval zal het materiaal tijdens vorming alleen het moederelement opnemen en het dochterelement uitsluiten. Als het materiaal dan wordt onderzocht, zal aanwezige stof van het dochterelement alleen door radioactief verval van de moeder zijn ontstaan, dus nadat het materiaal is gevormd.
Als een materiaal dat het dochterelement uitsluit verhit raakt, zullen dochter-atomen die in de loop der tijd zijn ontstaan, door diffusie uit het materiaal verdwijnen, waarbij de klok wordt teruggezet naar "nul". De temperatuur waarbij dit gebeurt, wordt de blokkeringstemperatuur genoemd; deze verschilt per materiaal.

### De ouderdomsvergelijking
Als een radioactief moederelement vervalt naar een stabiele dochter, is de ouderdomsvergelijking die radioactief verval en geologische tijd met elkaar verbindt:
{\displaystyle t={\frac {1}{\lambda }}\cdot {\ln \left(1+{\frac {D}{P}}\right)}}
met
- {\displaystyle t=}ouderdom van het materiaal
- {\displaystyle D=}concentratie van de dochterisotoop
- {\displaystyle P=}concentratie van de moederisotoop
- {\displaystyle \lambda =}de vervalconstante voor de moederisotoop
- {\displaystyle \ln =}de natuurlijke logaritme

De vervalconstante λ is het deel van de atomen van het moederelement die vervallen per eenheid tijd, en is omgekeerd evenredig met de halveringstijd:
{\displaystyle {\lambda }={\frac {\ln(2)}{t_{1/2}}}}
waarbij
{\displaystyle t_{1/2}=} de halveringstijd van de moederisotoop

## Techniek

### Voorwaarden voor goede radiometrische datering
Het te onderzoeken materiaal sluit niet altijd het dochterelement uit – soms kunnen zowel moeder als dochter tijdens de vorming van een materiaal worden opgenomen. In zulke gevallen moet een aanname worden gedaan voor de verhouding van moeder en dochter tijdens de vorming.
De dochter is bij voorkeur geen gas (omdat dit gemakkelijk uit het materiaal zou kunnen lekken) en het moet zelf stabiel genoeg zijn zodat het in behoorlijke concentraties kan worden gemeten.
Bovendien moeten zowel moeder als dochter geen stoffen vormen die gemakkelijk chemische reacties aangaan, of stoffen die in te veel andere vervalreacties geproduceerd worden of vervallen.
Ten slotte moeten de technieken die worden gebruikt bij het isoleren en analyseren van de concentraties betrouwbaar en duidelijk zijn.
Bij datering door middel van een isochroon, de simpelste vorm van radiometrische datering, is het niet nodig te weten wat de verhouding tussen moeder- en dochterelement was tijdens de vorming van het materiaal.

### Massaspectrometers
Radiometrische datering kan worden toegepast op minder dan een miljardste deel van een gram materiaal, door een massaspectrometer te gebruiken. Dit apparaat werd in de jaren 1940 uitgevonden en wordt sinds de jaren 1950 voor radiometrische dateringen gebruikt. In de massaspectrometer wordt door verhitting een straal geïoniseerde atomen uit het monster getrokken, welke straal door middel van een magnetisch veld wordt gesplitst naar massa en lading van de ionen. De ionen worden gemeten door sensoren die Faraday cups worden genoemd. Als de ionen inslaan in de cups, wordt een zwakke elektrische stroom waargenomen waaruit vervolgens de hoeveelheden en concentraties van verschillende elementen/isotopen kunnen worden bepaald.

### Onzekerheden
Hoewel radiometrische datering in principe nauwkeurig kan zijn, is de nauwkeurigheid afhankelijk van de gebruikte techniek en methode. Onzekerheden kunnen bijvoorbeeld zijn:
- de concentraties van moeder en dochter tijdens de vorming van het materiaal
- de hoeveelheid van moeder en dochter die sinds de vorming "ontsnapt" of juist toegevoegd is aan het materiaal
- in een massaspectrometer kunnen metingen worden verstoord door aanwezigheid van andere isotopen met hetzelfde massagetal als moeder of dochter – in dat geval moeten correcties worden uitgevoerd voor deze even zware isotopen
- massaspectrometers kunnen bloot staan aan veel neveneffecten – de kwaliteit van het vacuüm binnen in de spectrometer is het belangrijkst; als er geen goed vacuüm in het apparaat is, kunnen geïoniseerde atomen worden onderschept door gasmoleculen in plaats van te worden gemeten – de resolutie van de receptor is ook een factor, maar op moderne apparaten is de kwaliteit hiervan toegenomen.

De nauwkeurigheid kan worden verhoogd door in hetzelfde materiaal op verschillende plekken te meten. Aangenomen dat het materiaal op alle plekken dezelfde ouderdom heeft, zouden deze metingen een isochroon moeten vormen. Als twee isotopensystemen aanwezig zijn, kunnen de resultaten van de metingen met elkaar worden vergeleken.
De nauwkeurigheid hangt ook af van de halveringstijd van het moederelement. Koolstof-14 (14C) bijvoorbeeld heeft een halveringstijd van minder dan 6000 jaar. Als een organisme 60.000 jaar dood is, is zo weinig koolstof-14 over dat het onmogelijk is geworden met de koolstofmethode een precieze ouderdom te meten. Er moet dan een ander isotopensysteem worden gebruikt. Daar staat tegenover dat het koolstofsysteem zo'n sterk verval laat zien dat relatief jonge overblijfselen (jonger dan 10.000 jaar) tot op een paar jaar nauwkeurig kunnen worden gedateerd.

## Gebruik van radiometrische dateringen

### Gebruikte methoden
Een van de oudste en betrouwbaarste methoden is uranium-looddatering. Deze dateringsmethode wordt veel toegepast op het mineraal zirkoon, dat lood uitsluit maar juist veel uranium bevat. Metingen via deze methode kunnen tegenwoordig een onzekerheid hebben van 2 miljoen jaar bij materialen van meer dan 3 miljard jaar, en de methode wordt veel gebruikt in de geologie. Omdat uranium-235 naar lood-207 vervalt en tegelijkertijd uranium-238 naar lood-206, heeft de uranium-loodmethode als voordeel dat elke meting in feite twee systemen meet, waardoor een controle plaatsvindt.
Kalium-argondatering maakt gebruik van het verval van kalium-40 naar argon-40. Kalium-40 heeft een hoge halveringstijd en komt veel voor in mica's, veldspaten en hoornblende, maar heeft als nadeel dat de blokkeringstemperaturen erg laag zijn.
Rubidium-strontiumdatering maakt gebruik van rubidium-87-verval naar strontium-87, welk verval een zeer hoge halveringstijd heeft. Blokkeringstemperaturen zijn hoog bij dit systeem, maar door de hoge halveringstijd is de onnauwkeurigheid van metingen hoog.
Koolstofdatering maakt gebruik van het verval van koolstof-14, dat een relatief zeer korte halveringstijd heeft. Daarom is het een bekende methode voor ouderdomsbepaling in de archeologie.
Een andere methode met een relatief korte halveringstijd is uranium-thoriumdatering, waarbij gebruikgemaakt wordt van verval van uranium-238 naar thorium-230, en verval van uranium-235 naar protactinium-231.
Andere radiometrische dateringsmethoden zijn:
- samarium-neodymium
- lutetium-hafnium
- argon-argon
- uranium-helium
- uranium-uranium
- lood-lood
- renium-osmium
- jodium-xenon
- lanthaan-barium

Het gebruikte isotopensysteem hangt af van de ouderdom van het onderzochte materiaal. Koolstofdatering wordt meestal gebruikt bij een ouderdom tot een paar duizend jaar. Voor de datering van de oudste gesteenten (rond de 4 miljard jaar) wordt de uranium-loodmethode op zirkonen toegepast.
Door kernproeven in de jaren 1952-1958 kwamen grote hoeveelheden chloor-36 vrij in de atmosfeer. Omdat chloor-36 een erg korte residentietijd in de atmosfeer heeft, wordt de concentratie chloor-36 wel gebruikt om te onderzoeken hoelang grondwater ondergronds heeft gestroomd. Dit is evenwel geen radiometrische datering.

### Astrofysische dateringen met verdwenen isotopen
Toen het heelal nog jong was, waren er veel relatief kortlevende radioactieve isotopen (zoals aluminium-26, ijzer-60, mangaan-53 en jodium-129) aanwezig in de Zonnenevel. Deze nu verdwenen isotopen waren waarschijnlijk geproduceerd in supernovae. Hun vervalmateriaal kan tegenwoordig nog wel worden gemeten in meteorieten. Door dit soort metingen wordt onderzoek gedaan naar de volgorde van gebeurtenissen tijdens de vorming van het zonnestelsel.

## Geschiedenis
In de 19e eeuw werd algemeen aangenomen dat de Aarde hooguit een tiental miljoen jaren oud kon zijn. De vooraanstaande natuurkundige William Thomson, Lord Kelvin, berekende aan de hand van experimenten met afkoeling van metalen bollen een ouderdom van ongeveer 20 miljoen jaar. De ontdekking van radioactief verval door Henri Becquerel in 1896 bracht daar verandering in. Becquerel ontdekte dat het element uranium radioactieve straling uitzendt. Bij het bestuderen van deze straling ontdekte Marie Curie dat de straling alleen afhangt van de hoeveelheid van het element zelf, en dus niet van een scheikundig proces of reactie. Ze vond nog drie andere radio-actieve elementen, waaronder twee die voorheen compleet onbekend waren. De Canadese natuurkundigen Ernest Rutherford en Frederick Soddy ontdekten in 1903 dat radioactieve straling vrijkomt bij verval, de verandering van het ene element in het andere. Uranium vervalt naar radium, dat zelf ook radioactief is. Radium vervalt naar radon, enzovoorts. Bovendien kwam bij elke stap in de reeks ook het gas helium vrij, waarvan het volume relatief makkelijk meetbaar is.
Men zag in dat het verval van elementen met een constante vervalconstante verloopt, en dit stelde onderzoekers in staat de absolute ouderdom van materialen met voldoende radioactieve elementen te meten. Rutherford zelf was de eerste die probeerde een gesteente te dateren. Hij mat daarvoor de hoeveelheid helium die bij het verval van uranium vrijkomt en kwam tot de in die tijd opzienbarende ouderdom van 700 miljoen jaar. Pioniers in de radiometrische datering gebruikten vaak de heliummethode. De Britse natuurkundige Robert Strutt vergeleek in 1908 de verhouding van uranium en helium in fosfaatvoorkomens van verschillende geologische ouderdom. Hij herkende wel een trend, maar merkte dat de verhouding niet in alle gevallen afnam met de ouderdom. Het probleem is dat helium een zeer vluchtig gas is dat makkelijk uit een kristalrooster ontsnapt. De methode geeft daarom vaak een te geringe ouderdom.
Rutherfords collega Bertram Boltwood ontdekte in 1907 dat de vervalreeks van uranium eindigt met het element lood. Lood is een veel minder mobiel element dan helium, en kan daarom een betrouwbaarder resultaat geven. Boltwood berekende aan de hand van de gemiddelde verhouding tussen uranium en lood de ouderdom van een aantal gesteentes. In 1911 verbeterde de Britse geoloog Arthur Holmes Boltwoods werk door meer verschillende gesteentes en een nauwkeuriger vervalsconstante te gebruiken. 
In hetzelfde jaar publiceerde Rutherford zijn atoommodel. In 1913 merkte Soddy dat niet alle thoriumatomen dezelfde massa hadden: hij ontdekte dat elementen verschillende isotopen kunnen hebben.  Bij de eerste pogingen tot radiometrische datering was men zich hier nog niet van bewust: het waren slechts "scheikundige" dateringen. Omdat de vervalsnelheid per isotoop verschilt is het voor nauwkeurige datering van essentieel belang te weten welke isotoop men meet.
In 1914 lukte het R.W. Lawson de massa's van verschillende isotopen van lood te bepalen. Dit maakte het mogelijk onderscheid te maken tussen lood afkomstig van verval van uranium, verval van thorium, en "normaal" lood dat sinds het ontstaan van de Aarde aanwezig is. Wat men op dat moment niet besefte was dat dit "normale" lood deels afkomstig was van verval van een andere isotoop van uranium. Dit isotoop (uranium-235) werd pas in 1929 ontdekt door F.W. Aston.
De oudste metingen met de uranium-loodmethode lagen rond de 1650 miljoen jaar. Holmes vermoedde dat de Aarde iets eerder ontstaan was. Anderen bleven pleiten voor een veel jongere leeftijd. John Joly schreef in 1925 dat de basis van het Cambrium tussen 160 en 240 miljoen jaar oud was. Fritz Panetz gebruikte in 1928 de heliummethode om de ouderdom van gesteente uit het Tertiair en Trias te bepalen en kwam tot respectievelijk 26 en 182 miljoen jaar.
De eerste radiometrische dateringen waren weinig nauwkeurig, maar Holmes' en Boltwoods ouderdommen vielen wel in de juiste orde van grootte. De enorme ouderdommen die de radiometrie opleverde gaven een radicaal verschillend beeld van de vorming en geschiedenis van het Heelal en de Aarde. De problemen met de heliummethode maakten echter alle radiometrische dateringen verdacht. Schattingen aan de hand van sedimentatiesnelheid of de snelheid van het oplossen van zout in de oceaan gaven bovendien een veel lagere ouderdom. Het duurde daarom tot zeker halverwege de 20e eeuw tot radiometrische datering algemeen aanvaard werd. 
Terwijl de heliummethode niet betrouwbaar werd geacht, was het probleem met de uranium-thorium-loodmetingen dat dit zeer zeldzame metalen zijn. Het meeste gesteente bevat vrijwel geen uranium en was daarom ongeschikt voor deze vorm van datering. Daarin kwam geleidelijk verandering door de ontwikkeling van betere massaspectrometers. Het werk van Aston was mogelijk dankzij aanzienlijk verbeterde apparatuur. De ontdekking van uraniumisotopen stelde onderzoekers in staat met hetzelfde element twee waardes voor hetzelfde monster te meten. Rutherford berekende dat, aangenomen dat beide isotopen oorspronkelijk niet aanwezig waren, het Heelal ongeveer 3400 miljoen jaar oud moest zijn. Dit leek in tegenspraak met ontdekkingen in de astronomie: in de jaren 1930 toonde het werk van Edwin Hubble aan dat het Heelal uitdijdt, en formuleerde Georges Lemaître de Oerknaltheorie. Men berekende dat de Oerknal 1240 miljoen jaar geleden plaatsvond: zelfs korter geleden dan de oudste dateringen op dat moment. Pas in de jaren 1950 raakte de hubbleconstante beter bekend zodat de schatting van de leeftijd van het Heelal werd bijgesteld tot 10 tot 15 miljard jaar.